# Torneo Inframundo II Masculino de Roller Derby 2023 (Colombia)
El Torneo Inframundo II fue la segunda edición de esta competencia, del deporte urbano Roller Derby. Comenzó a disputarse el 6 de octubre y finalizó el 9 de octubre, en la ciudad de Bogotá en el Colegio Corazonista.

## Fase de grupos

### Grupo A
| Equipo              | PJ | PG | PP | PF    | PC    | Dif    |
| ------------------- | -- | -- | -- | ----- | ----- | ------ |
| Bototos Bandidos    | 6  | 6  | 0  | 1,397 | 322   | 1,075  |
| Vanguardia          | 6  | 5  | 1  | 898   | 253   | 645    |
| Kings               | 6  | 4  | 2  | 819   | 323   | 496    |
| Bastardo            | 6  | 3  | 3  | 808   | 375   | 333    |
| Minotauros          | 6  | 2  | 4  | 628   | 341   | 287    |
| Quindes Volcánicos  | 6  | 0  | 6  | 161   | 1,458 | -1,297 |
| Demons On The Track | 6  | 1  | 5  | 124   | 1,763 | -1,639 |

## Día 1[2][3]
| 6 de octubre de 2023 | Bototos Bandidos | 366 - 1 | Quindes Volcánicos | Pista Kings, |  |

| 6 de octubre de 2023 | Demons On The Track | 0- 312 | Bastardo | Pista Kings, |  |

| 6 de octubre de 2023 | Minotauros | 68 - 143 | Bototos Bandidos | Pista Kings, |  |

| 6 de octubre de 2023 | Kings | 48 - 78 | Vanguardia | Pista Rats, |  |

| 6 de octubre de 2023 | Demons On The Track | 76 - 75 | Quindes Volcáncios | Pista Rats, |  |

| 6 de octubre de 2023 | Bototos Bandidos | 160 - 72 | Bastardo | Pista Rats, |  |

| 6 de octubre de 2023 | Kings | 340 - 0 | Demons On The Track | Pista Kings, |  |

| 6 de octubre de 2023 | Minotauros | ? - ? | Vanguardia | Pista Kings, |  |

| 6 de octubre de 2023 | Kings | 185 - 31 | Quindes Volcánicos | Pista Kings, |  |

## Día 2[4][5]
| 7 de octubre de 2023 | Bastardo | 51 - 87 | Vanguardia | Pista Kings, |  |

| 7 de octubre de 2023 | Bototos Bandidos | 479 - 20 | Demons On The Track | Pista Kings, |  |

| 7 de octubre de 2023 | Kings | 90 - 54 | Minotauros | Pista Kings, |  |

| 7 de octubre de 2023 | Vanguardia | 319 - 12 | Demons On The Track | Pista Rats, |  |

| 7 de octubre de 2023 | Bastardo | 62 - 48 | Minotauros | Pista Rats, |  |

| 7 de octubre de 2023 | Quindes Volcánicos | 14 - 319 | Vanguardia | Pista Rats, |  |

| 7 de octubre de 2023 | Kings | 90 - 39 | Bastardo | Pista Rats, |  |

| 7 de octubre de 2023 | Quindes Volcánicos | 30 - 220 | Minotauros | Pista Rats, |  |

| 7 de octubre de 2023 | Kings | 66 - 121 | Bototos Bandidos | Pista Rats, |  |

## Día 3[6][7]
| 8 de octubre de 2023 | Bototos Bandidos | 128 - 95 | Vanguardia | Pista Kings, |  |

| 8 de octubre de 2023 | Quindes Volcánicos | 10 - 292 | Bastardo | Pista Kings, |  |

| 8 de octubre de 2023 | Demons On The Track | 16 - 238 | Minotauros | Pista Rats, |  |